# Halton Holegate
Halton Holegate est une paroisse civile et un village du Lincolnshire, en Angleterre.